# Lac Baker (comté de Custer, Idaho)
Pour les articles homonymes, voir Lac Baker.
Le lac Baker est un lac alpin relevant du comté de Custer, Idaho, aux États-Unis. Situé à 2 581 mètres, le lac fait partie des monts White Cloud dans la Sawtooth National Recreation Area et tire son nom de la famille Baker qui était propriétaire des prospections minières adjacentes au lac.
Le lac Baker est située directement à l'est du pic Merriam, en aval de plusieurs autres lacs dont le lac Castle, Cornice, Emerald, Glacier, Noisy, Quiet, Rock, Scree et Shallow. Le lac est 
accessible par le chemin 047 de la forêt nationale de Sawtooth.